# José Alfonso Albert Sanjosé
José Alfonso Albert Sanjosé   (Bisa, 1920 - Castelló de la Plana, 10 de gener de 2006) fou un polític socialista valencià.

## Trajectòria
Participà en la fundació de la secció castellonenca de les Joventuts Socialistes d'Espanya. Militant de la UGT, tanmateix el 1976 es va unir al Partido Socialista Popular.
En les eleccions municipals espanyoles de 1983 fou escollit regidor de l'Ajuntament de Castelló pel PSPV-PSOE. Durant el seu mandat va ser un dels impulsors d'un projecte inacabat de convertir l'aeròdrom de la Pineda en un aeroport. De 1983 a 1988 fou senador designat per les Corts Valencianes. Ha estat vicepresident primer de la Comissió d'Obres Públiques, Ordenació del Territori i Medi Ambient, Urbanisme, Transports i Comunicacions, i secretari primer de la Comissió de Pressupostos. Va morir en 2006 d'una malaltia degenerativa.